# Gengiva

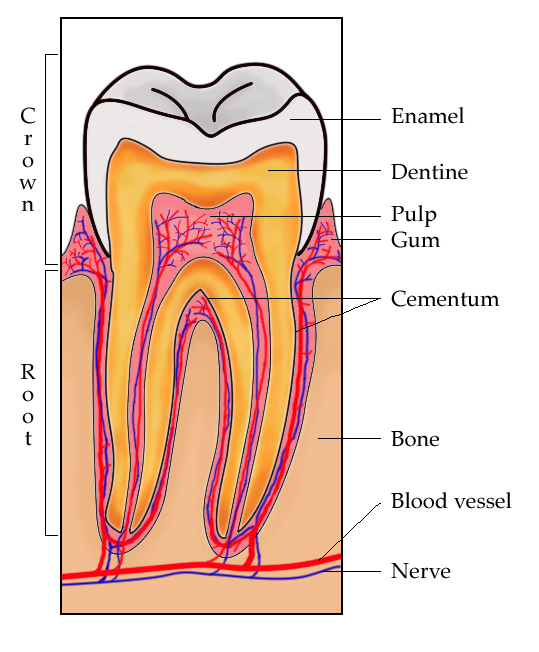
Sezione trasversale di un dente in cui è possibile notare la gengiva (gum)

La gengiva è un tessuto di tipo molle che circonda i denti e ricopre il processo alveolare.

## Anatomia
È di colore rosa corallo, opaca e compatta.
Si estende dal margine gengivale libero, connesso alla corona dentale, fino alla giunzione mucogengivale, dove si continua con la mucosa alveolare che appare lassa e scura.
Si può dividere in:
- gengiva libera: è la parte di tessuto che circonda il dente, anche detta gengiva marginale, mentre prende il nome di gengiva interdentale negli spazi tra due denti adiacenti, dove forma la papilla interdentale; la depressione che divide una papilla gengivale vestibolare da una papilla palatina o linguale prende il nome di colle. Il margine gengivale è spesso arrotondato, così da formare un piccolo solco (fisiologicamente profondo massimo 2 mm) chiamato solco gengivale.
- gengiva aderente: si estende coronalmente dal solco gengivale libero, che delimita la gengiva libera ed è situato all'altezza della giunzione amelo-cementizia (o amelo-cementaria) del dente (ovvero la zona del dente dove finisce la corona dentale, superficialmente ricoperta di smalto, ed inizia la radice dentale, ricoperta di cemento); apicalmente la gengiva aderente termina a livello della linea mucogengivale, continuandosi con la mucosa alveolare.

La sua superficie presenta generalmente piccole depressioni superficiali che le conferiscono un aspetto caratteristico a buccia d'arancia.
È ancorata con fasci fibrosi al cemento e all'osso alveolare, così da risultare immobile rispetto al tessuto sottostante.

## Istologia
La gengiva è costituita da un epitelio orale, poggiato su un tessuto connettivo nel quale si inseriscono le fibre provenienti da cemento e osso alveolare. L'interfaccia tra epitelio e connettivo non è piatta, bensì caratterizzata da propaggini connettivali che si inseriscono nell'epitelio (papille connettivali) e da invaginazioni connettivali che ospitano approfondimenti epiteliali (creste epiteliali): questa struttura è la responsabile dell'aspetto a buccia d'arancia.
L'epitelio orale è stratificato in:
- strato basale: a contatto con la membrana basale che separa l'epitelio dal connettivo, costituito da cellule in continua riproduzione;
- strato spinoso: costituito da cellule allungate, caratterizzate da processi citoplasmatici che conferiscono l'aspetto spinoso e che provvedono ad assicurare una forte coesione tra le cellule adiacenti grazie ai desmosomi di cui sono provvisti.
- strato granuloso: le cellule dell'epitelio orale, nate nello strato basale, tendono a differenziarsi e ad attraversare i vari strati superficiali. In questo strato si notano caratteristiche intermedie tra lo strato spinoso e il successivo...
- strato corneo: le cellule, al massimo della loro maturazione, ospitano nel proprio citoplasma un improvviso processo di cheratinizzazione, che tende a sopprimere tutte le funzioni vitali della cellula. Queste cellule, seppure morte, sono un'indispensabile barriera tra i microorganismi e gli strati cellulari profondi. Col tempo tendono a desquamarsi, ovvero a staccarsi dall'epitelio, e vengono sostituite da nuove cellule provenienti dagli strati sottostanti.

Mentre la gengiva libera è costituita interamente dall'epitelio orale, la gengiva aderente è costituita da epitelio orale nella porzione rivolta alla cavità orale, da epitelio sulculare (simile a quello orale) nella porzione libera rivolta al dente, fino al pavimento del solco gengivale. Tale pavimento, in realtà, è dovuto al continuarsi della gengiva con una porzione intimamente a contatto con la superficie dentale, costituita da un epitelio giunzionale, anche chiamato dentogengivale. Anche questo epitelio è pluristratificato, e distinguiamo uno strato basale attivamente mitotico, parecchi strati sovrabasali fino ad uno strato corneo desquamante. Lo strato spinoso e quello granuloso non sono presenti, sostituiti da più strati cellulari poveri di connessioni desmosomiali: è un tessuto quindi meno compatto di quello orale.
Il tessuto predominante nella gengiva è quindi connettivale, e prende il nome di lamina propria. È costituito da:
- fibroblasti (5%): producono i vari tipi di fibre e supportano la sintesi della matrice.
- fibre (60%): la maggior parte di esse sono fibre collagene. Le interfacce tra epitelio e connettivo ed endotelio e connettivo presentano fibre reticolari. Attorno ai vasi sanguigni sono frequenti fibre elastiche, mentre le fibre ossitalaniche sono piuttosto scarse. Da un punto di vista morfologico e funzionale, le fibre si dividono in:
  - fibre circolari: nella gengiva libera, circondano il dente;
  - fibre dentogengivali: dalla porzione sopralveolare del cemento radicolare si aprono a ventaglio entro la gengiva libera;
  - fibre dentoperiostali: dalla porzione sopralveolare del cemento radicolare decorrono parallele e terminano nella gengiva aderente;
  - fibre transettali: connettono il cemento sopralveolare di due denti adiacenti.
- matrice: la sostanza fondamentale amorfa che consente il trasporto d'acqua, di elettroliti, metaboliti e nutrienti entro il connettivo.
- vasi e nervi (35%).

## Fisiologia
Il tessuto gengivale ha il compito di isolare il parodonto dall'ambiente esterno. È caratterizzato da un intenso turn-over metabolico, che consente di rinnovare frequentemente gli strati più superficiali cheratinizzati, impedendo che i batteri possano accumularsi sulla sua superficie. La zona sulcare è esposta all'accumulo di detriti alimentari, con conseguente proliferazione batterica; bisogna comunque tenere in considerazione che, in assenza di patologie, il solco ha dimensioni minime ed è attraversato dal fluido crevicolare, un siero che trasuda entro il solco e favorisce la detersione di questo ambiente.

## Patologia
La gengivite può determinare un aumento dello spessore della gengiva libera, con conseguente aumento di profondità del solco gengivale che prende il nome di pseudotasca parodontale.
La parodontite è invece un'infezione che coinvolge più tessuti di supporto del dente, determinando la perdita d'attacco gengivale, ovvero un approfondimento del solco gengivale accompagnato da un minimo ispessimento gengivale, che in questo caso forma una tasca parodontale.
La gengiva aderente tende ad accrescersi col passare degli anni: tale fenomeno è dovuto all'abrasione dei denti, a cui l'organismo risponde con una modica ma continua eruzione dentale, la quale trascina con sé il tessuto gengivale aderente determinando un aumento della sua altezza, posto che il margine mucogengivale non subisce alcuna modifica.